# Backschaft (Schiff)
Backschaft ist der Name eines Restaurant- und Fahrgastschiffes der Bismarck-Klasse (1904), das lange auf den Berliner Gewässern eingesetzt wurde.

## Geschichte
Die Spree-Havel-Dampfschiffahrts-Gesellschaft Stern bestellte im Jahr 1903 bei den Stettiner Oderwerken fünf Doppelschraubendampfer, die auf der Unterhavel im Fahrgastverkehr von Spandau über Wannsee nach Potsdam und von dort nach Ferch fahren sollten. Diese Schiffe, 29,95 Meter lang und 5,62 Meter breit, wurden 1904 geliefert. Sie hatten nicht alle genau dieselbe Kapazität, konnten aber alle über 300 Fahrgäste befördern. Zu diesen Schiffen gehörte neben der Theodor Fontane, der Ad. v. Menzel, der Graf H. Moltke und der Fürst O. Bismarck, nach der die Schiffsklasse benannt ist, auch die Professor Rud. Virchow. Dieses Schiff war im Jahr 1914 noch für die Beförderung von 310 Personen zugelassen und war damit zu dieser Zeit das elftgrößte Schiff der Flotte der SHDG Stern, die mittlerweile 68 Fahrzeuge umfasste. Zehn Jahre später hatte die SDHG Stern nach dem Ersten Weltkrieg und der Inflationszeit ihren Schiffsbestand deutlich reduziert. Die Schiffe der Bismarck-Klasse waren aber nach wie vor alle noch im Besitz dieses Unternehmens, und sie blieben es auch, bis 1932 das gerichtliche Vergleichsverfahren beantragt werden musste. Damals durfte die Professor Rud. Virchow mit 340 Fahrgästen mehr Personen befördern als zu Beginn ihres Daseins. Nach dem Konkurs wurden die Schiffe der SHDG an eine Aktiengesellschaft verkauft, die 1933 die Stern-Dampfer-Gesellschaft mbH gründete, ihre Anteile aber dann bald an eine Bank weitergab. Die Schiffe der Stern-Dampfer-Gesellschaft wurden 1934 von der Teltower Kreisschiffahrt gechartert und gingen noch im selben Jahr in den Besitz der Teltowkanal-AG über. Das neue Unternehmen, das die Schiffe betrieb, erhielt den Namen Stern und Kreisschiffahrt.
Im Sommer 1944 wurde nach der kriegsbedingten Einstellung der Autobuslinie 34 die Personenschifffahrt der BVG eröffnet. Es gab zunächst zwei Schiffslinien; die eine bediente die Strecke Stößenseebrücke-Kladow, die andere schloss in Kladow an und führte nach Wannsee. Für diese Linien standen anfangs noch 18 Schiffe zur Verfügung, zu denen auch die Professor Rud. Virchow gehörte. Der Dampfer wurde aber während der Kampfhandlungen in der Spätphase des Zweiten Weltkriegs in der Glienicker Lake versenkt. Seine Aufbauten brannten ab. Er wurde im Sommer 1946 geborgen und anschließend auf der Lanke-Werft wieder einsatzfähig gemacht. Noch über die Währungsreform vom 23. Juni 1948 hinaus fuhr das Schiff weiter für die Stern und Kreisschiffahrt, die ihren Sitz in der Ostzone hatte, aber auch Linien in den Westsektoren bediente. Daraus ergaben sich Probleme. Am 15. April 1949 wurden die Schiffe  Professor Rud. Virchow, Venus und Komet an die Kette gelegt. Man einigte sich dann zunächst auf eine Aufteilung der Verkehrszeiten zwischen BVG- und Sternschiffen, doch bald darauf wurden die drei Dampfer den Deutschen Schiffahrts- und Umschlagbetrieben (DSU) überantwortet, ebenso alle anderen Fahrzeuge der Stern und Kreisschiffahrt, die sich im Ostteil Berlins und in der Ostzone befanden. Die Teltowkanal AG samt der Stern und Kreisschiffahrt zog in die Kanalmeisterei Steglitz um.
Das Dampfschiff Professor Rud. Virchow, nunmehr Teil der 1959 gegründeten Weißen Flotte Potsdam, wurde 1959/60 auf der Werft Aken in Aken an der Elbe zum Motorschiff umgebaut und verlängert. Der Umbau wurde auf der Werft in Aken als (Um-)Baunummer 518 gezählt.
Die beiden 90-PS-Expansionsmaschinen des Schiffes wurden aber weiterverwendet. Sie wurden in den Dampfer Caputh  eingebaut, der allerdings wenige Jahre später ebenfalls zum Motorschiff umgebaut werden sollte. Die Professor Rud. Virchow, mittlerweile für die Beförderung von 380 Personen zugelassen, wurde mit zwei 150-PS-Motoren ausgestattet.
Nach dem Umbau zum Motorschiff wurde die Professor Rud. Virchow auf den Namen Seebad Templin umgetauft. Die Jungfernfahrt des „neuen“ Schiffes fand im September 1960 statt. Damals warb man noch mit Rundfahrten um Potsdam, die nach dem Mauerbau 1961 natürlich nicht mehr möglich waren.
Den Namen Seebad Templin behielt das Schiff bis 1993. Dann wechselte es von der Weißen Flotte Potsdam nach Hannover. Der neue Besitzer, Arno Harms, gab dem Schiff den Namen Nicole B. Dieter Schubert gibt in seinem Schiffsverzeichnis aus dem Jahr 2000 eine Schiffslänge von 35,72 Metern und eine Breite von 5,75 Metern an. Die Nicole B. hatte einen Tiefgang von maximal 1,83 Metern. Das Schiff durfte im Jahr 2000 noch 222 Fahrgäste befördern. 1999 hatte es laut Schubert eine neue Innenausstattung und eine neue Mercedes-Maschine mit einer Leistung von 200 PS erhalten. Unklar bleibt bei dieser Angabe Schuberts, ob das Schiff nun überhaupt nur noch mit einer Maschine fuhr oder ob nur einer der beiden Motoren ausgetauscht wurde. Im Binnenschifferforum wird in den Eingangsposts für sämtliche „Lebensphasen“ des Schiffes eine Motorisierung mit zwei Deutz-Maschinen von je 265 PS angegeben, was kaum der Realität entsprechen kann.
Laut dieser Quelle kam das Schiff nach seiner Zeit in Hannover nach Gelsenkirchen und wurde dort auf den Namen Pirat umgetauft. Die Pirat habe nur noch 160 Personen befördern dürfen und sei 2014 aus dem Betrieb genommen und durch eine neue Pirat, die ehemalige Heinrich Mann, ersetzt worden. 2016 wurde das Schiff dann nach Offenbach am Main verlegt, wo es unter dem neuen Namen Backschaft als Restaurantschiff dienen, aber fahrbereit bleiben sollte. Der Restaurantbetrieb rechnete sich allerdings nicht und wurde 2019 eingestellt. Das Schiff sollte fortan nur noch als Bar- und Eventschiff genutzt werden. Einen neuen Versuch, die Backschaft als Restaurantschiff zu betreiben, unternahm danach Marcus Knauf. Seine Bemühungen wurden 2022 von Tanja Höschele in dem Film Kochstories. Der Restaurant-Retter dokumentiert. Knauf hatte die Backschaft eigentlich als reines Eventschiff betreiben wollen, musste dieses Vorhaben aber angesichts der Corona-Krise aufgeben. Über die Zeit, in der alle Veranstaltungen abgesagt werden mussten, rettete sich sein Team, indem es Essen aus den Schiffsfenstern heraus verkaufte. Mittlerweile dient das Schiff an drei Tagen pro Woche als Bistro, ansonsten als Veranstaltungsschiff. Regelmäßig finden Rundfahrten nach Frankfurt am Main statt.